# Beness Ilona
Beness Ilona (Budapest, 1889. június 10. - Kolozsvár, 1971. január 25.) színésznő.

## Életpályája
1908-ban iratkozott be a Szini Akadémiára, egy év múlva, 1909-ben már Krémer Sándor szamosújvári társulatában, majd különböző egyesületekben játszott. 1914-től az Uher és Star filmgyárhoz szerződött, később a Frontszínházban, a terézvárosi Kabaré Színházban, a nagyváradi Vigadó Varietében lépett fel.
1919-től a nagyváradi Szigligeti Színház, 1928-tól a kolozsvári Magyar Színház tagja volt, 1942-ben örökös tag címmel is kitüntették. 1945-től 1966-ban való nyugdíjazásáig a kolozsvári Állami Magyar Színház művésze volt.
Kolozsváron érte a halál, 1971-ben, 82 éves korában.

## Munkássága
Különleges beleérzésével különböző, sőt ellentétes jellemeket is érzékletesen és hitelesen tudott életre kelteni. Érdemes művész. hatvanéves színészi jubileumán 1968-ban a Szini Akadémia gyémántdiplomájával tüntették ki.

## Főbb szerepei
- Éva (Madách Imre: Az ember tragédiája)
- Gertrudis (Katona József: Bánk bán)
- Alvingné (Ibsen: Kísértetek)
- Királyné (Shakespeare: Hamlet)
- Dudgeonné (Shaw: Az ördög cimborája)
- Grófné (Jókai Mór: A fekete gyémántok)